# Église Saint-Jacques du Tréport
L'église Saint-Jacques est une église catholique située au Tréport, en France.

## Localisation
L'église est située dans le département français de la Seine-Maritime, sur la commune du Tréport.

## Historique
L'édifice est classé au titre des monuments historiques en 1840. Au début du XIe siècle, le comte d'Eu détourne la Bresle de son lit pour étendre le port et fragilise ainsi l'église de la ville, qui ne résista pas aux intempéries et s'effondra en 1360.
Le bâtiment fut reconstruit, mais cette fois ce furent les Anglais et les Huguenots qui rasèrent l'édifice.
La troisième fois fut la bonne : dans la deuxième moitié du XVIe siècle, l'église Saint-Jacques s'installait définitivement sur le coteau à côté de l'abbaye Saint-Michel.
Le monument est typique de la région avec ses façades en damiers de grès sombre et de silex qui lui donnent une apparence un peu particulière. L'intérieur est remarquable pour ses clés de voûte pendantes du XVIe siècle. À noter également un superbe chemin de croix en terre de Sienne.
Du côté du port, un escalier de 73 marches conduit à l'église. Le portait, caché par un porche en grès, offre un beau travail.
Le pilastre qui sépare les deux portes (bénitier très-ancien) supporte une statue de la Vierge. Au sud du portail s'élève une tour du XVIe siècle, dont le sommet inachevé est surmonté des statues d'un évêque et de saint Jean l'Évangéliste.
À l'intérieur, l'édifice, long de 44 mètres, large de 19 mètres 60 centimètres, et haut de 15 mètres environ, possède des clefs de voûte remarquables.
Le chœur est fermé depuis 1857 par une balustrade dans le style du XVIe siècle. Toutes les fenêtres, récemment restaurées, sont décorées de vitraux sortant des ateliers de M. Lusson, à Paris.
On remarque surtout ceux du sanctuaire et de la chapelle de la Vierge. Cette même chapelle (à droite du chœur) contient aussi un ancien maître autel et un retable en bois sculpté.
La petite chapelle de la Vierge, à gauche de la nef, contient notamment un bas-relief représentant la Vierge portant sur ses genoux le Christ mort (pietà) et d'autres personnages liés à la Passion.

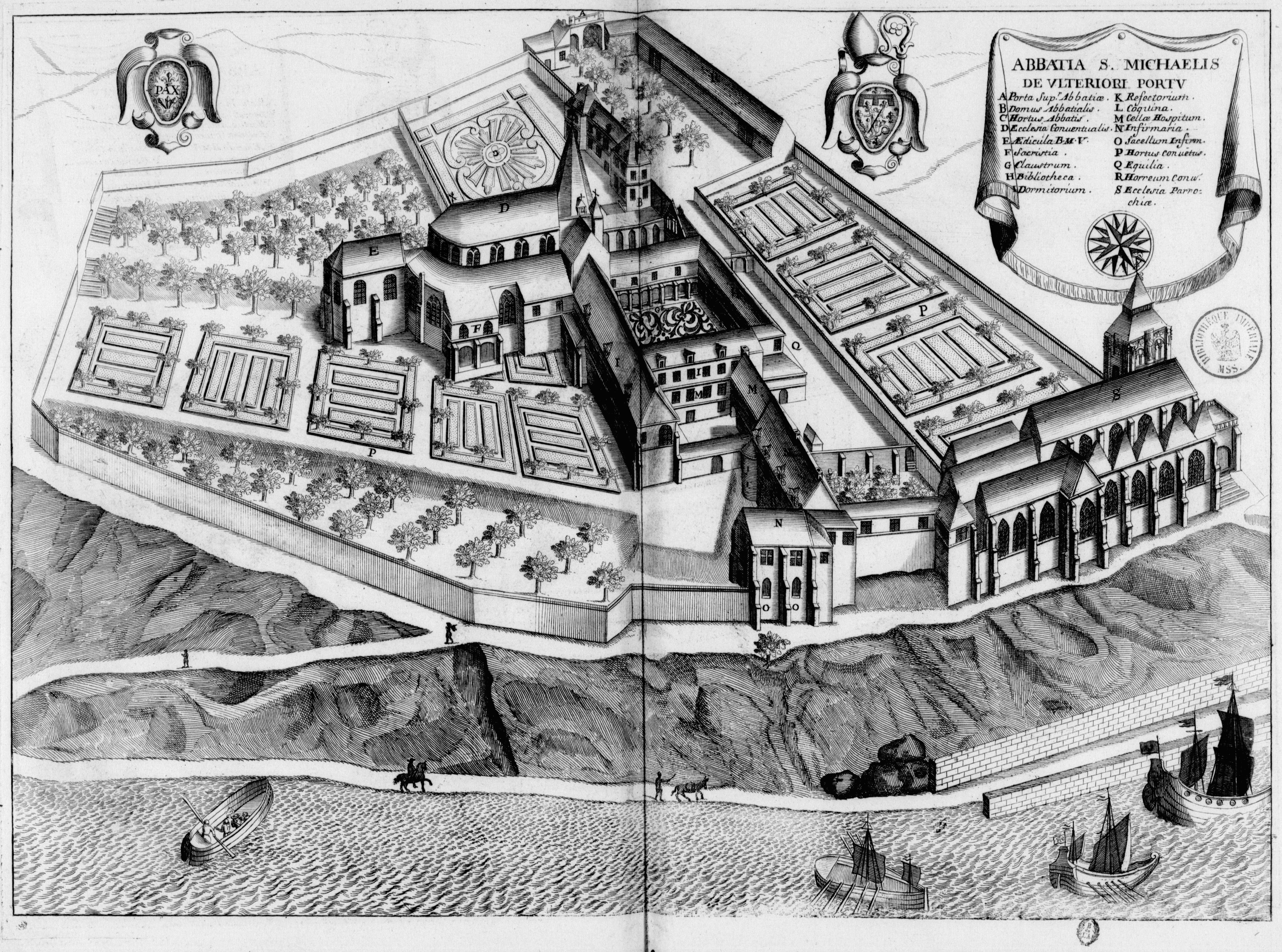
L'église, en bas à droite, sur un plan de l'abbaye Saint-Michel.
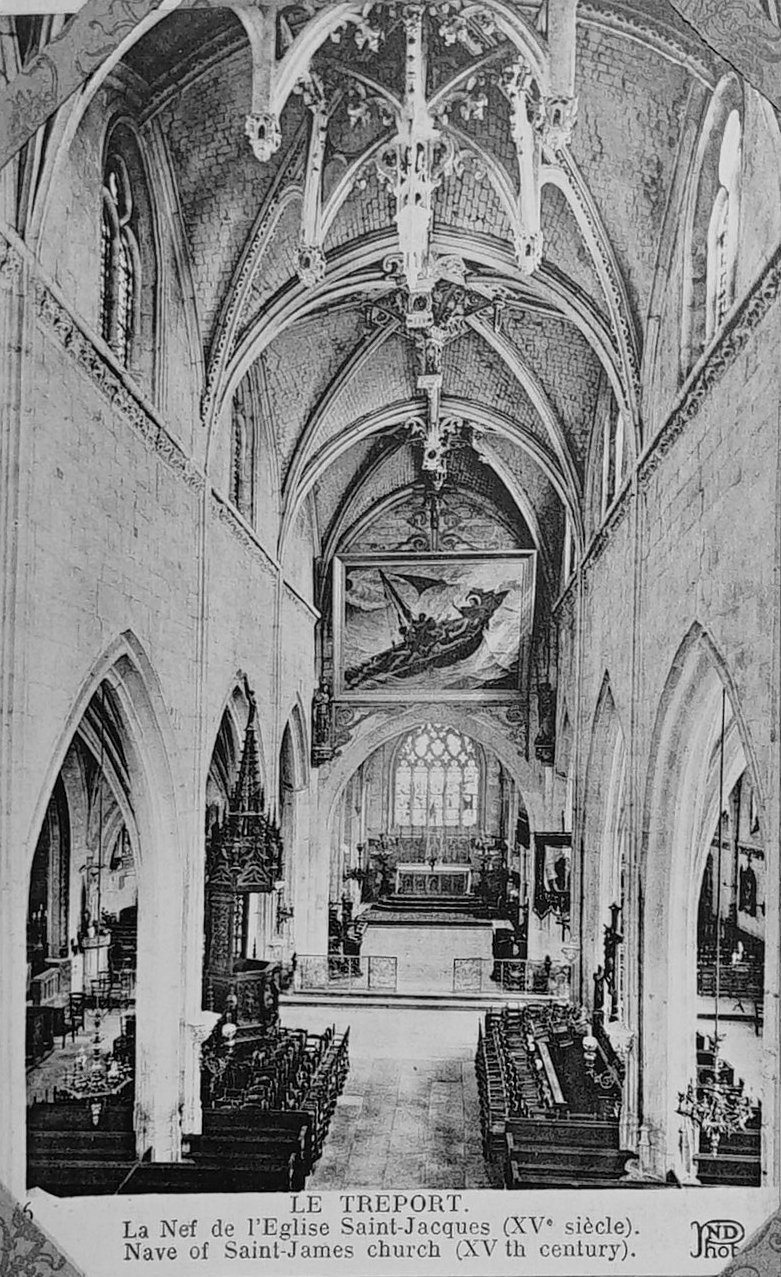
La nef.
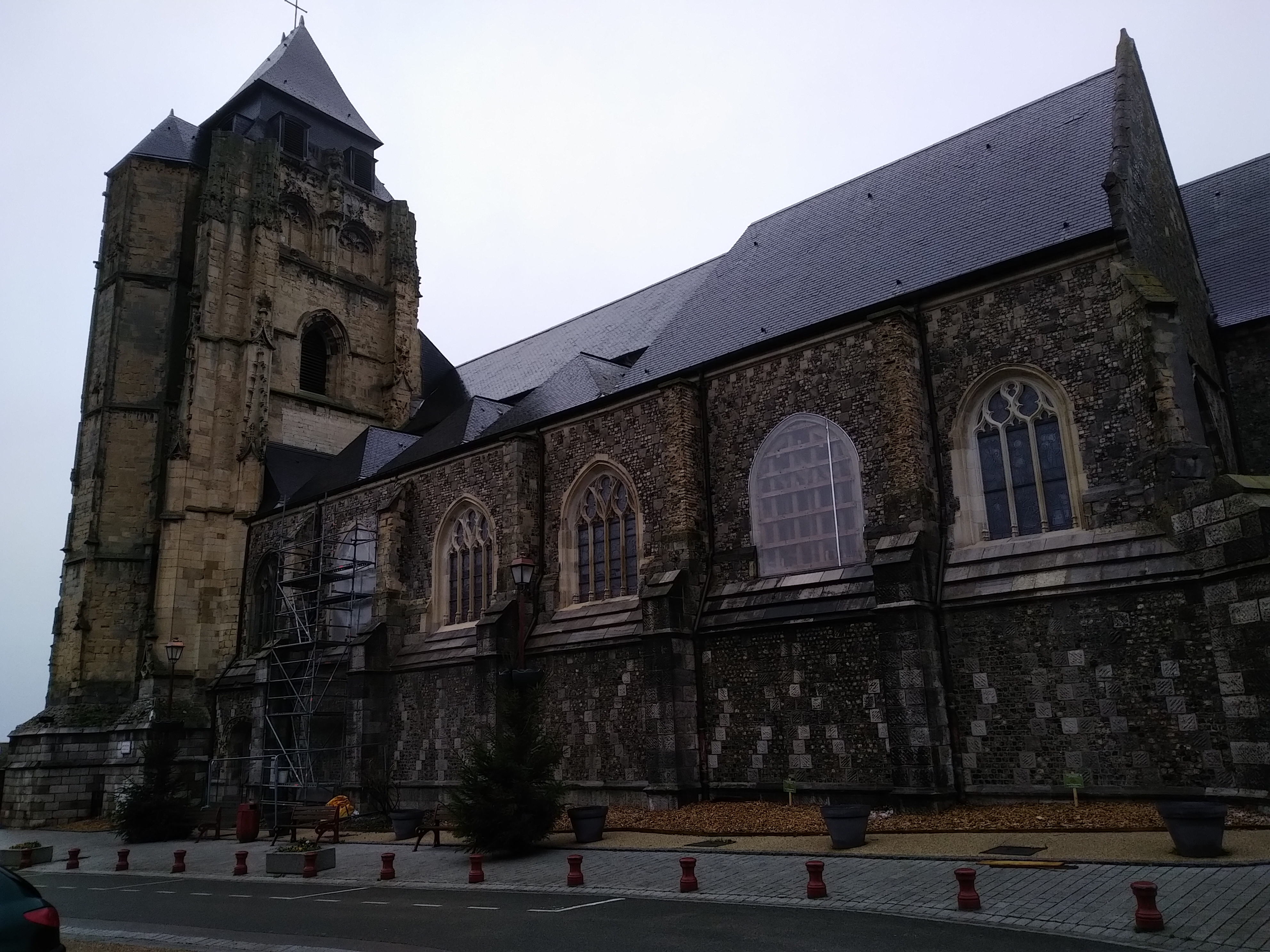
L'église vue du côté sud.
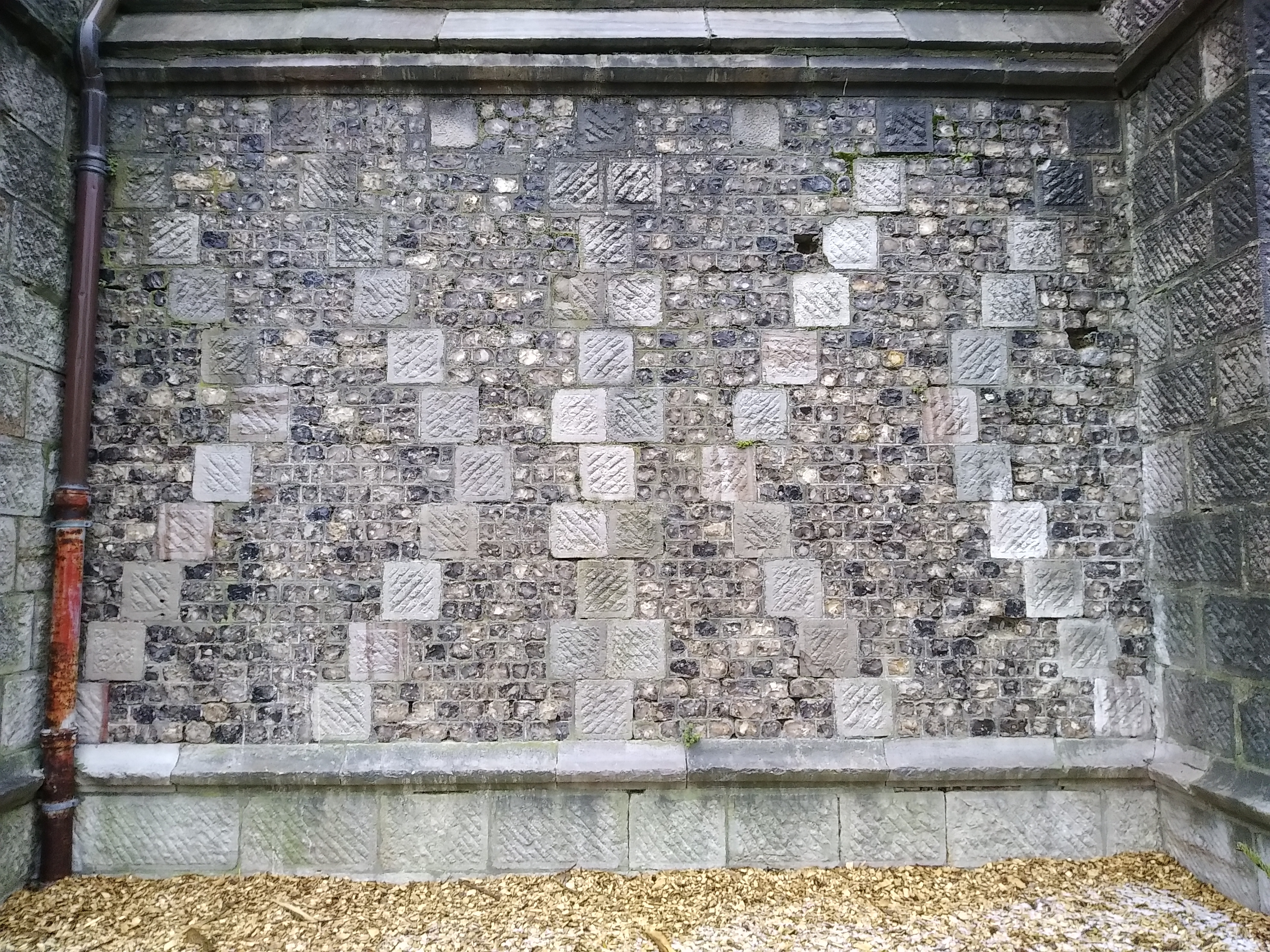
Mur en damier.
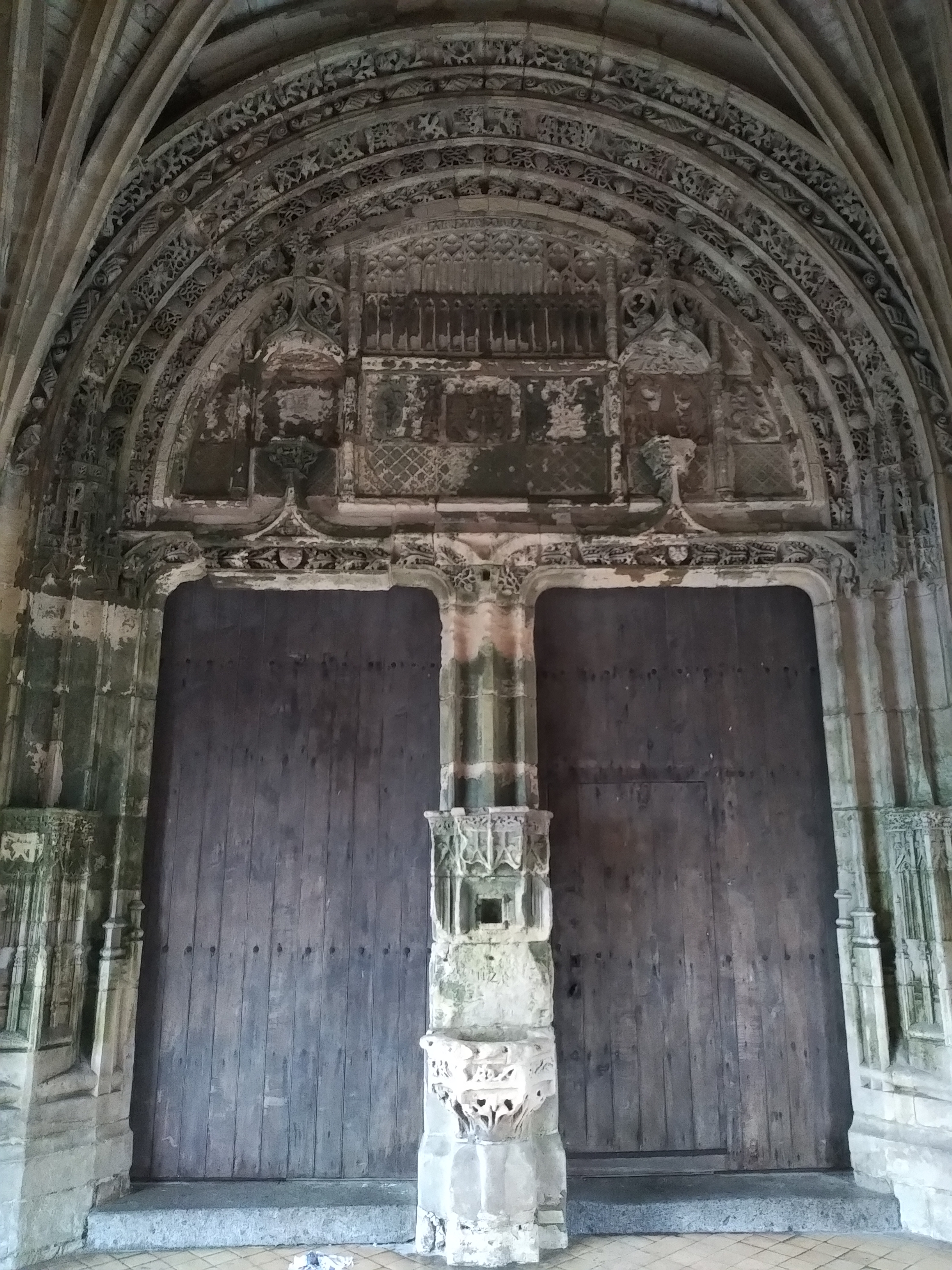
Portail principal (ouest).
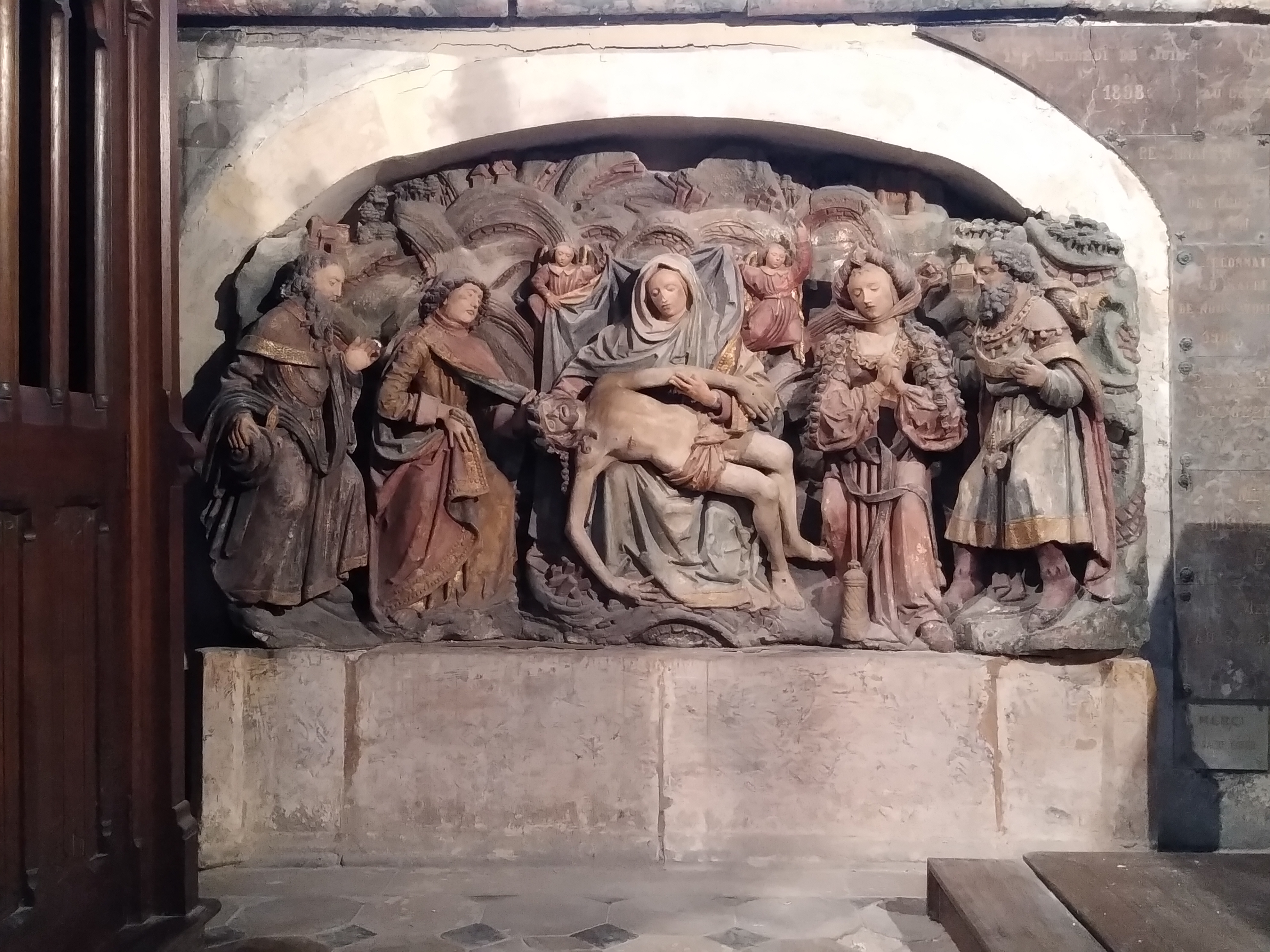
Pietà (petite chapelle de la Vierge).